# Formicoxenus provancheri
Formicoxenus provancheri, tên tiếng Anh phổ thông là shampoo ant, là một loài kiến thuộc họ Formicidae. Loài này có ở Canada và Hoa Kỳ.